# Frekhaug
Frekhaug är en tätort i Alvers kommun i Vestland fylke i västra Norge. Orten ligger vid fylkesväg 564 på ön Holsnøy. Den utgjorde tidigare centralort i dåvarande Melands kommun i Hordaland fylke.